# Sağrak, Sütçüler
Sağrak là một xã thuộc huyện Sütçüler, tỉnh Isparta, Thổ Nhĩ Kỳ. Dân số thời điểm năm 2011 là 100 người.